# Ferrière-la-Grande
Ferrière-la-Grande là một xã ở tỉnh Nord trong vùng Hauts-de-France, Pháp.